# Д. О.
До Куонг-су (корејски: 도경수; рођен 12. јануара 1993), познатији по сценском имену Д. О, је јужнокорејски певач и глумац. Најпознатији је као члан и један од главних вокала Јужнокорејско-кинеске мушке групе Ексо. Осим активности његове групе, Д. О. је глумио и у разним телевизијским драмама и филмовима као што су Pure Love (2016), My Annoying Brother (2016), Positive Physique (2016), Room No.7 (2017), 100 Days My Prince (2018), Along with the Gods и Swing Kids (2018).

## Живот и каријера

### Младост
Д. О. је рођен 12. јануара 1993. у Гојанг-у, провинција Гјонги, Јужна Кореја. Ишао је у основну школу Гојанг Пунгсан, средњу школу Бекшин и средњу школу Бексок. Има старијег брата, До Сунг-су, који је три године старији од њега. Д. О. је почео да пева у основној школи и био је ентузијастичан учесник локалних певачких такмичења током своје гимназијске каријере.

### Почетак каријере
2010. године посаветован је да иде на аудицију за СМ компанију, након победе у локалном певачком такмичењу. Постао је пoлазник у компанији током последње две године средње школе.
Д. О. је званично представљен као осми члан Ексо-а 30. јануара 2012. Група је дебитовала 8. априла са синглом „МАМА“.
У јулу 2013. године представљен је у песми „Goodbye Summer“ са другог студијског албума Ф(х) Pink Tape. У децембру 2013, Д. О., заједно са члановима Ексо-а, Бекхјуном и Ченом, отпевали су насловну нумеру за други ЕП групе, „Miracles in December“.
У септембру 2014. године Д. О. је дебитовао споредном улогом у филму Cart, глумивши средњошколца и сина радника прехрамбене робе и члана синдиката. Филм је премијерно приказан на Међународном филмском фестивалу у Торонту 2014. године. Такође је објавио саундтрек под називом „Crying Out“ за филм.

### Глумачка каријера и признања
Касније 2014. године, направио је свој деби на малом екрану играјући споредну улогу у драми СБС It’s Okay, That’s Love. За свој наступ је од филмског критичара Хо Ђи-вунга добио похвале, а касније је номинован за награду за најбољег новог глумца на 51. Baeksang Arts Awards.
Јуна 2015. био је приказан у драми КБС-а Hello Monster, играјући психопату. У новембру 2015. номинован је за награду за најбољег споредног глумца на 52. Grand Bell Awards за своју улогу у филму Cart.
У јануару 2016. добио је улогу за дугометражни анимирани филм Underdog, који је премијерно приказан 2019. Дао је глас Мунгчију, псу луталици који је одвојен од свог власника.
У фебруару 2016. сарађивао је са Ју Јанг-ђин-ом на дуету под називом „Tell me What is Love“ за СМ Станицу. Касније у фебруару, Д. О. је глумио заједно са глумицом Ким Со-хјун у романтичном филму Pure Love. У октобру 2016. имао је улогу у филму Be Positive, веб драми коју је произвео Самсунг. Серија је постала најгледанија корејска веб драма свих времена.
У новембру 2016. Д. О. је глумио заједно са Џо Џунг-сук-ом и Парк Шин-хје у филму My Annoying Brother, играјући џудо спортисту на националном нивоу. Д. О. и Џо Џунг-сук су за филм снимили и завршну тематску песму, под називом „Don’t Worry“. Д.О је годину дана касније добио награду за најбољег новог глумца од стране Blue Dragon Film Awards.
У 2018. години Д.О је глумио у филму Swing Kids, филму смештеном у затворском логору у Јужној Кореји током Корејског рата. Он игра севернокорејског војника који се заљубљује у Тап плес усред читавог хаоса. Исте године играо је у својој првој главној улози на малом екрану, играјући престолонаследника у филму 100 Days My Prince. Серија је била комерцијални успех и постала је пета корејска драма с највише оцена у историји кабловске телевизије. Д. О. је награђен наградом за најпопуларнијег глумца на 55. Baeksang Arts Awards.
Д. О. се регрутовао за своју обавезну војну службу, служећи као активан војник од 1. јула 2019. године, а службу ће завршити у јануару 2021. На службеном навијачком клубу Ексо-а објавио је ручно написано писмо након вести о његовим плановима за добровољно пријављивање за војску. Истог дана, објавио је соло песму коју је написао „That's Okay“, кроз пројекат СМ Станица.